# Vid Botolin
Vid Botolin (* 15. August 2002 in Celje) ist ein slowenischer Leichtathlet, der im Mittel- und Langstreckenlauf an den Start geht.

## Sportliche Laufbahn
Erste internationale Erfahrungen sammelte Vid Botolin beim Europäischen Olympischen Jugendfestival (EYOF) 2019 in Baku, bei dem er im 3000-Meter-Lauf in 8:39,74 min die Bronzemedaille gewann. 2021 gewann er dann bei den Balkan-Hallenmeisterschaften in Istanbul in 8:10,76 min die Bronzemedaille. Mitte Juli belegte er bei den U20-Europameisterschaften in Tallinn in 8:22,15 min den sechsten Platz über 3000 m und anschließend gelangte er bei den U20-Weltmeisterschaften in Nairobi nach 9:10,10 min auf Rang 13. Im Dezember gelangte er bei den Crosslauf-Europameisterschaften in Dublin nach 19:20 min auf Rang 47 im U20-Rennen. Im Jahr darauf siegte er in 7:57,98 min über 3000 m bei den Balkan-Hallenmeisterschaften in Istanbul. Im Dezember wurde er bei den Crosslauf-Europameisterschaften in Turin mit 25:07 min 40. im U23-Rennen. 2023 wurde er bei der 2. Liga der Team-Europameisterschaft im Rahmen der Europaspiele in Chorzów über 5000 Meter disqualifiziert. Im Jahr darauf siegte er in 14:19,21 min bei den U23-Mittelmeer-Meisterschaften in Ismailia und 2025 gewann er bei den Balkan-Hallenmeisterschaften in Belgrad in 8:11,77 min die Silbermedaille hinter dem Türken Salih Teksöz. Im Juli gelangte er bei den World University Games in Bochum mit 15:04,48 min auf Rang zehn über 5000 Meter.
2021 wurde Botolin slowenischer Meister im 1500- und 3000-Meter-Lauf sowie 2022 und 2024 über 3000 Meter. Zudem wurde er 2019 und von 2021 bis 2023 Hallenmeister im 3000-Meter-Lauf sowie von 2021 bis 2023 auch über 1500 Meter.

## Persönliche Bestleistungen
- 1500 Meter: 3:43,66 min, 9. Juli 2022 in Kortrijk
  - 1500 Meter (Halle): 3:50,19 min, 30. Januar 2021 in Novo Mesto
- Meile: 4:09,10 min, 9. Oktober 2021 in Tolmin (slowenischer U20-Rekord)
- 3000 Meter: 7:56,46 min, 11. September 2022 in Zagreb
  - 3000 Meter (Halle): 7:57,98 min, 5. März 2022 in Istanbul
- 5000 Meter: 13:41,61 min, 28. Mai 2022 in Oordegem
- 5-km-Straßenlauf: 14:09 min, 31. Dezember 2023 in Barcelona (slowenischer Rekord)